# Frank Shorland
Francis „Frank“ William Shorland (* 29. September 1871 in Orton; † 14. Oktober 1929) war ein britischer Radrennfahrer.

## Sportliche Laufbahn
Shorland war im Bahnradsport und im Straßenradsport aktiv. Er gehörte zur ersten Generation erfolgreicher britischer Radrennfahrer. 1992 siegte er im Cuca Cocoa Cup, einem 24-Stunden-Rennen auf der Radrennbahn Herne Hill in London. 1893 und 1894 konnte er den Sieg wiederholen und damit den wertvollen Goldpokal, der für den dreimaligen Sieg ausgesetzt war, gewinnen. Shorland stellte mehrfach Rekorde auf den Strecken London–Brighton–London, London–York und über 12 und 24 Stunden sowie über weitere Distanzen auf. Dabei fuhr er auf einem Hochrad. Shorland startete für den North Road Cycling Club. Er war mit Katherine F. Shorland verheiratet und hatte eine Tochter Elizabeth H. Shorland.

## Berufliches
Später war Shorland in der Automobilbranche tätig. 1909 wurde er Vorsitzender und Generaldirektor der Automobilfirma Clement-Talbot.